# NR Большого Пса
NR Большого Пса (лат. NR Canis Majoris), HD 58954 — двойная звезда в созвездии Большого Пса на расстоянии (вычисленном из значения параллакса) приблизительно 302 световых лет (около 92 парсеков) от Солнца. Видимая звёздная величина звезды — от +5,7m до +5,67m. Возраст звезды оценивается как около 1,494 млрд лет.

## Характеристики
Первый компонент — жёлто-белая пульсирующая переменная звезда типа Дельты Щита (DSCTC) спектрального класса F2V. Масса — около 2,18 солнечных, радиус — около 3,9 солнечных, светимость — около 37,4 солнечных. Эффективная температура — около 7227 К.
Второй компонент удалён на 1,3 угловых секунд.